# Mathieu-Henri Bardy
Pour les articles homonymes, voir Bardy.
Mathieu-Henri Bardy, signant Henry Bardy, né à Belfort alors dans le département du Haut-Rhin le 28 mai 1829 et mort le 1er décembre 1909 à Faulx en Meurthe-et-Moselle, est un pharmacien, acteur éminent de la vie publique et intellectuelle à Saint-Dié et dans l'arrondissement de la montagne vosgienne pendant les dernières décennies du XIXe siècle. Homme politique ardemment républicain, pédagogue et fondateur du cercle de la ligue de l'enseignement de Saint-Dié, un des créateurs et directeurs du journal "La Gazette Vosgienne", secrétaire du conseil de salubrité de l'arrondissement de Saint-Dié, inspecteur responsable de l'hygiène départementale, inspecteur des pharmacies des Vosges, ce bourgeois rigoureux et actif à la fois chimiste et homme de lettres, botaniste et géologue, historien et folkloriste sait s'imposer en responsable et dirigeant de la vie associative locale. Il est le président-fondateur de la Société philomatique vosgienne.

## Jeunesse
Mathieu-Henry Bardy a gardé de merveilleux souvenirs de son enfance protégée en Alsace, auprès de sa mère Marie, de sa grand-mère Hélène et de son grand-père, Mathieu Bardy, notable chirurgien à Belfort, installé après son départ de l’armée napoléonienne et un heureux mariage bourgeois avec Hélène Ventrillon, riche héritière bourgeoise alsacienne, dont la famille du père, avocat au parlement d'Alsace, était originaire de Salins en Franche-Comté. Mathieu Bardy né en décembre 1764 à Sainte-Florine en Auvergne, commence à étudier la chirurgie à Brioude avant de fréquenter les grands hôpitaux de Paris et d'embrasser la carrière militaire. Il est nommé médecin-major à Belfort en 1794 et s'y occupe de la réorganisation des institutions de santé. Il obtient son diplôme de docteur en chirurgie en 1803. De 1806 à 1832, il dirige l'hôpital militaire de Belfort qu'il a contribué à fonder. Le notable, retraité des armées, conseiller de la ville de Belfort en 1830, reprend du service comme médecin de la prison de Belfort après 1836.
Marie-Joseph, mère de Mathieu-Henri, appartient à la famille Dauphin, de la bonne bourgeoisie belfortaine. Son frère n'est autre que le peintre Gustave Dauphin.
Napoléon-Mathieu, père de Mathieu-Henri, a fait des études de droit, comme il est de bonne tradition chez les Ventrillon. licencié en droit de la faculté de Strasbourg, juge après avoir commencé sa carrière au parquet en 1831, n'est pas souvent dans le havre d'études et de joie belfortain. Juge d'instruction de 1838 à 1849, il entame à la fin de la monarchie de Juillet une carrière politique dans le camp républicain. Cet élu belfortain, représentant du Peuple en 1848, a ensuite maille à partir avec l'autorité dictatorial du président Louis-Napoléon. Surveillé après 1851, il est mis en marge de la fonction judiciaire. Il est nommé tardivement en 1858 juge et président du tribunal à Wissembourg. Après 1871, chassé d'Alsace en procès de germanisation, il est nommé président du tribunal civil de Montbéliard, avant d'être placé en retraite en 1874.
Mathieu-Henry choisit d'étudier les sciences dans la lignée de son grand-père, décédé en 1848. Le jeune étudiant, qui a publié son premier article dans la revue d'Alsace en 1851, étudie à l'université de Paris et de Strasbourg, il est reçu en août 1856 pharmacien de première classe à l'école supérieure de Paris.

## Un pharmacien, un chercheur, un républicain
Le jeune pharmacien s'installe en reprenant le fond de l'apothicairerie du pharmacien Esther Noël à Saint-Dié, petite ville industrielle en croissance, en décembre 1856. Mathieu-Henri semble connaître la petite ville depuis au moins 1853. Il s'y serait installé provisoirement dès 1855. Son vif intérêt pour les sciences naturelles qu’il continue d'étudier est une des raisons invoquées à cette installation professionnelle dans une sous-préfecture d’un département dont la frange montagneuse orientale est aussi alsacienne que lorraine. Une autre raison moins évoquée est la relative disgrâce politique de son père auprès des autorités impériales, et les craintes de sa famille bourgeoise que la mise sous surveillance du père ne se reporte dramatiquement sur le fils, aux convictions républicaines encore plus déterminées. Mathieu-Henri qui aurait préféré les environs montagnards de Belfort s'exile du département de Haute-Alsace, se fait oublier dans les Vosges.
Avec quelques amis savants, dont le docteur H. Léon Carrière, il prépare des excursions géologiques et botaniques qui tournent en échanges amicaux avec les populations montagnardes. Les deux amis s'intéressent à l’atelier des curiosités scientifiques qu'anime Daniel Zetter, fabricant de tissus d’origine alsacienne, en marge de son usine. Mathieu-Henry commence à faire des relevés météorologiques, il monte un réseau d'échanges de données entre divers observateurs. Au fur et à mesure de ses déplacements, il prélève eaux de sources et de fontaines potables pour les analyser dans son laboratoire. Il explique dans sa pharmacie, avec amabilité, aux paysans, cueilleurs occasionnels, les différents champignons toxiques.
Au fil des rencontres et des échanges, ses convictions libérales, patriotes et républicaines s'affermissent. Le bourgeois élégant et simple s'oppose à la discrimination hautaine des populations rurales affichées par les cercles conservateurs favorisés. Il devient secrétaire du comice agricole de l'arrondissement de Saint-Dié de décembre 1858 à octobre 1861. Il le sera également de mai 1868 à octobre 1870.
Mathieu-Henri épouse à Paris la demoiselle Claire Valansart en 1859. Il épouse en secondes noces Marie-Julienne Arragain, à Saint-Dié, le 5 juin 1861. Le couple à deux enfants : une fille nommée familièrement Marie et un fils Mathieu-Philippe né le 4 février 1867. Si l'homme public ou le dirigeant associatif a toujours montré une grande discrétion sur ses sentiments intimes ou sa vie familiale, l'écrivain et l'historien s'est mué en biographe, d'abord en 1861 pour le frère de sa mère, Gustave Dauphin, ensuite vers 1893-94 pour la lignée patronymique, son père Napoléon et son grand-père Mathieu.
Henry est studieux, sa présence sur le terrain l'incite à poursuivre dans les archives. Dès 1861, il est membre associé libre de la société d'émulation du département des Vosges et ne cesse de correspondre avec d'autres chercheurs, notamment par des échanges de courriers ou les débats publiés dans la presse du Grand Est. Il apostrophe avec vigueur et fermeté les tenants très érudits de l'histoire religieuse. Bardy publie ses premiers travaux historiques sur la ville chère à sa famille. Il étudie les eaux et l'environnement naturel de l'arrondissement. Il pose en 1865, membre reconnu de la société météorologique de France, les jalons pour une histoire du climat objective.
La libéralisation de réunion et d'association, du régime impériale permet à Henry Bardy, républicain engagé, de créer le cercle de la ligue de l'enseignement de Saint-Dié en juin 1868 et de fonder, avec l'imprimeur Georges Freisz, la Gazette Vosgienne, organe républicain à parution hebdomadaire. Notable incontournable, ce partisan de Jules Ferry bien avant 1870 est conseiller municipal de Saint-Dié, de 1874 à 1882.
En février 1875, il profite des restructurations de l'administration française au voisinage de la nouvelle frontière allemande pour fonder la Société philomatique vosgienne. La société savante a son siège au premier étage de l'hôtel de ville de Saint-Dié. Elle y installe une bibliothèque et ses chercheurs animent pour le public curieux différents musées thématiques, en géologie-minéralogie, en botanique (herbiers), en peinture, en sculpture et gravure…

## Retrait de la vie politique
Sa fonction de pharmacien l'avait conduit déjà à des responsabilités départementales, notamment inspecteur de l'hygiène et des pharmacies. De 1872 à 1884, il est secrétaire du conseil de salubrité de l'arrondissement de Saint-Dié. Patron du comité d'hygiène de l'arrondissement, il lutte en vain avec les aménageurs et architectes de la ville, qu'il juge peu scrupuleux et indignes envers les populations pauvres ou misérables, souvent réfugiées d'Alsace. Bardy, après des altercations violentes, démissionne avec fracas du conseil d'hygiène à qui est officieusement demandée une complaisance envers les classes possédantes, se retire de la vie politique et de ses engagements publics. L'homme public, victime de pressions viles, ne le sera plus que par ses diverses activités épistolaires, ses consignes et notes de rédaction à la Gazette Vosgienne, ses conférences et ses recherches savantes, ses qualités d'organisateur d'exposition de sciences, de peinture et de gravure, sa direction exigeante du comité chargé du bulletin à la Société Philomatique. Ce bulletin à parution annuelle, parfois très copieux, accueille souvent les écrits des vénérables érudits de l'histoire religieuse.

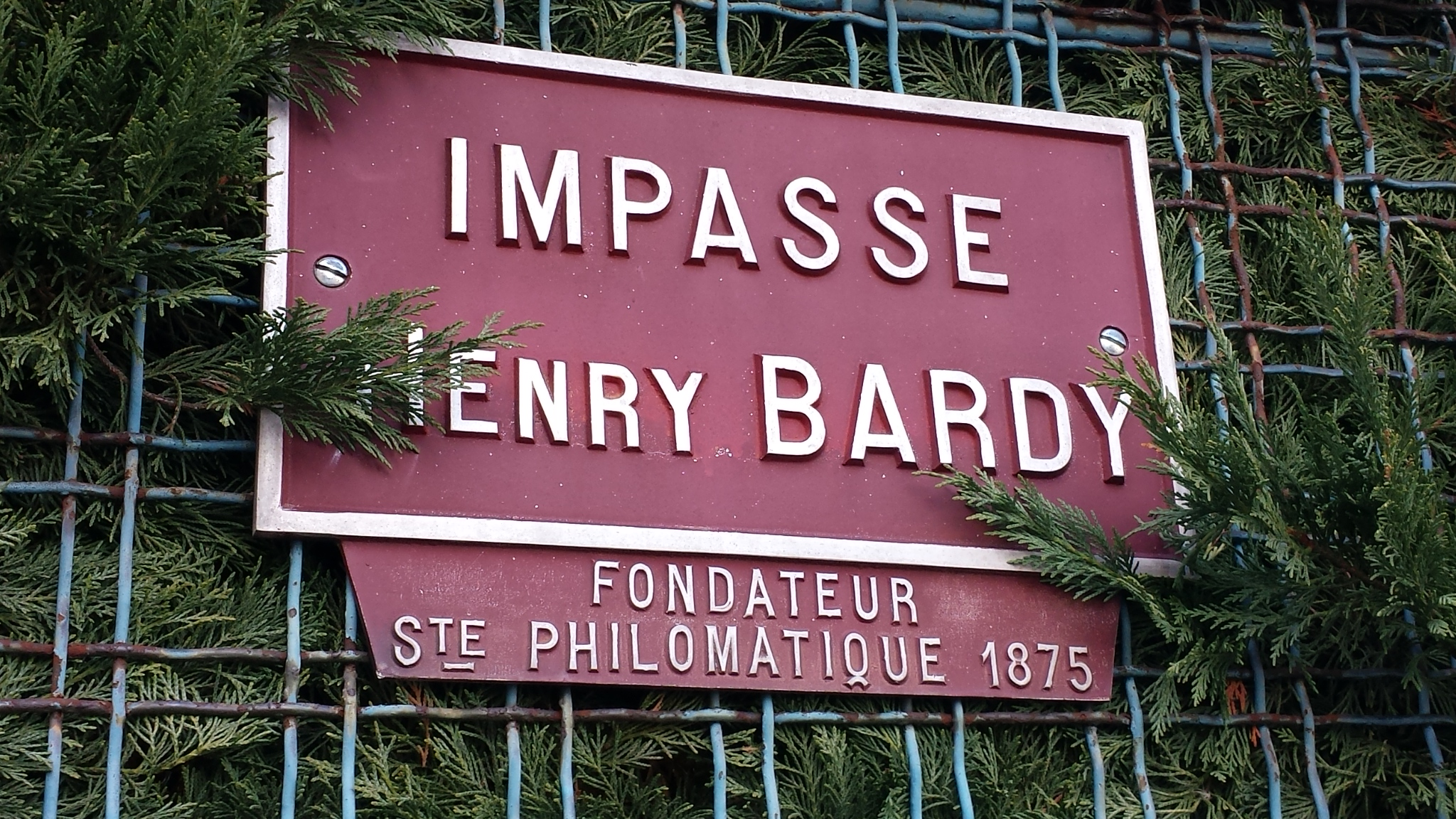
Saint-Dié-des-Vosges a baptisé une petite rue de son centre-ville du nom du fondateur de la SPV.

Le savant Bardy, officier d'académie, qui correspond désormais avec les ministères parisiens est un chercheur reconnu. Il a publié plus de 160 études selon Albert Ronsin. Outre celles du pharmacien dans le bulletin médical de Vosges et la Revue mycologique, il a livré des travaux historiques sur l'Alsace et les Vosges :
- dans le bulletin SPV sur l'histoire locale et le folklore de l'arrondissement de Saint-Dié,
- dans la Revue d'Alsace de 1851 à 1897
- dans les journaux de la région de l'Est
- dans la Revue Lorraine Illustrée, Le Pays Lorrain
- dans le bulletin de la section des Hautes Vosges du Club alpin français.

Il ne faut oublier ses études sur Belfort et sa proche région, parue dans le bulletin de l'association des anciens élèves du lycée de belfort, l'Annuaire du Territoire de Belfort, le bulletin de la Société belfortaine d'émulation, le bulletin de la société d'embellissement de Belfort, le Petit Montbéliardais…
Auteur prolifique, il fait éditer par la Société philomatique douze fascicules de Miscellanées.

## L'éternel président-fondateur
Le pharmacien, immuable président-fondateur de la Société Philomatique, vieillit dans son officine, grabataire, handicapé d’une jambe avant la fin du siècle. La mort surprise de son fils dévoué, le pharmacien Mathieu Bardy, qui l'aide à se déplacer vers les séances du comité philomate est un coup terrible le 12 janvier 1902. Le président, chargé exclusivement des relations épistolaires, est contraint d’aller vivre en 1902 chez sa fille mariée au docteur Lorber à Fesches-le-Châtel dans le Doubs.
Son gendre est un médecin champêtre itinérant, qui voyage de petit pays en petit pays au gré des remplacements ou lacunes de service. La famille Lorber vit au loin dans un village de Haute-Saône lorsque le bureau de la société philomatique après 1904, que la santé de leur président se détériore. Le comité restreint, fidèle au grand complet, fait le pèlerinage dans la maison du gendre. Accablé par une nouvelle installation à Faulx en 1908, Henry Bardy accepte l’honorariat en automne, peu avant sa disparition en décembre 1909.
Le vieil homme avait souhaité respirer ultima vita l'air belfortain. Il ne put qu'y revenir apparemment que quelques jours. Ironie du sort, ce sont les religieux de Belfort, avertis par la famille Lorber, qui ont appris la triste fin à la seconde famille du président Bardy, le comité philomate. Il est vrai que le président avait peu apprécié la loi sur les associations de 1901. Il pensait que les textes de la dernière période libérale de l'Empire convenaient fort bien pour sa société savante.

## Publications et écrits de Henri Bardy

### Sur l'histoire de Belfort et sa famille belfortaine
- Notice historique sur la ville de Belfort (1859-73)
- Belfort sous le régime de la Terreur (1867-68)
- Gustave Dauphin, peintre d'histoire. Sa vie et ses œuvres. Yves Bader et Cie, Mulhouse, 1881. (biographie de son oncle artiste, frère de sa mère, qui résidait plus à Paris qu'à Belfort)

### Sur les eaux et la santé publique
- Mémoire sur les eaux de l'arrondissement de Saint-Dié (1874)
- Les eaux minérales de Saint-Dié", Bulletin de la Société Philomatique Vosgienne, Volume 13, 1887-1888, p. 5-89.
- "Travaux du conseil d'hygiène et de salubrité de l'arrondissement de Saint-Dié pendant la période de 1870 à 1880", Bulletin de la Société Philomatique Vosgienne, Volume 5, 1879-1880, p. 47-110.

### Sur l'histoire des sciences, du climat et la météorologie
- "Détails météorologiques sur le XIIIe siècle et sur les années 1755 et suivants", Annales de la Société d'Émulation des Vosges, année 1865, Tome XII, deuxième cahier, Imprimerie de la veuve Gley, 1866, p. 177-194. L'auteur Bardy signe cet article à partir de sources alsaciennes en tant que membre de la société météorologique de France : la période médiévale puise dans les fameuses annales des Dominicains de Colmar alors que l'introduction portant sur une fraction du XVIIIe siècle prend appui sur les archives de Belfort après le tremblement de terre, ressenti à l'hôtel de ville entre deux et trois heures de l'après-midi, le 9 décembre 1755.
- "Un manuscrit entomologique à la bibliothèque de Saint-Dié", Annales de la Société d'Émulation des Vosges, 1868, p. 123-128.

### Contributions dans le bulletin de la Société Philomatique Vosgienne

#### Ses articles
- Les Alliés dans les cantons de Saint-Dié et de Fraize (1814), II, p. 98 à 109
- Dom Claude Fleurand, moine bénédictin de Moyenmoutier et son journal d’observation sur les insectes de Lorraine, V, p. 27 à 38
- Travaux du conseil d’hygiène publique et de salubrité de l’arrondissement de Saint-Dié de 1870 à 1880, V, p. 47 à 109
- L’hiver 1879-1880 à Saint-Dié-des-Vosges, VI, p. 5 à 9
- Gabriel-François Renaud, maître en pharmacie, correspondant de la Société royale de médecine de Paris à Saint-Dié, VI, p. 29 à 40, VII, p. 160 à 162
- Sur l’étude des sciences naturelles dans les Vosges, VI, p. 126 à 131
- Note sur la composition chimique de quelques eaux de puits de Raon-l’Etape, VII, p. 89 à 94
- L’empoisonnement par les champignons. Observations recueillies à Saint-Dié et dans les Vosges, IX, p. 59 à 75
- Le comte de la Suze et la seigneurie de Belfort de 1636 à 1654, X, p. 41 à 78
- Observations météorologiques  (1884-1885), XI, p. 240, 253, 261, 266
- Les eaux minérales de Saint-Dié. Étude historique et documents scientifiques, XIII, p. 5 à 89
- Un exemplaire de la « Cosmographiae introductio », XIX, p. 253 à 272, 6 pl., 6 fig., 1 fac-sim
- Le régiment de « Salm-Salm » (1783-1792), XX, p. 113 à 135
- Donation par Charlemagne du monastère de Saint-Dié-des-Vosges à l’abbaye de Saint-Denis (13 janvier 769), XVI, p. 145 à 150, pl.
- Un intrigant fieffé : Le marquis de Brosse De Montrande, capitaine du régiment de Salm-Salm, XXI, p. 131 à 139.
- Le général Haxo (7 juin 1749-21 mars 1794), XXI, p. 153 à 176 ; XX, p. 295 à 315, carte.
- La campagne maritime d’un officier de chasseurs à cheval (1798), XXI, p. 201 à 234. – Saint-Dié en 1853, XXI, p. 271 à 279, 2 pl.
- Camus de Morton, inspecteur général d’infanterie en Lorraine, gouverneur des ville et château de Belfort (1685-1712), XXII, p. 29 à 40, fig.
- Quelques pages de l’histoire de Saint-Dié pendant la Révolution, XXIV, p. 53 à 112* Le général Guye, maire de la ville de Saint-Dié du 25 septembre 1829 au 30 octobre 1830, XXIV, p. 133 à 152, portrait
- Saint-Dié pendant la Restauration, F.-M. Brevet, maire royal du 26 février 1817 au 2 août 1829, XXV, p. 233 à 329, portrait
- Les ateliers révolutionnaires de salpêtre et de charbon à Saint-Dié, XXV, p. 353 à 365
- Bruyères et le cardinal de Rohan, évêque de Strasbourg, XXVI, p. 29 à 43.
- Les deux premiers maires de Saint-Dié, Joseph Mengin et Dieudonné Dubois, XXVI, p. 117 à 193, 4 pl., 2 fig.
- Le colonel du génie J.-B.-Nicolas Souhait (de Saint-Dié), 24 juin 1773-22 juin 1799, XXVII, p. 267 à 292, portrait
- Gaston Save, artiste peintre (1844-1901), XXVII, p. 347 à 358, portrait
- Les Sires de Parroy au chapitre de Saint-Dié, XXVIII, p. 67 à 81, 3 pl.
- Une page d’histoire locale contemporaine : Saint-Dié pendant l’administration prussienne dans les Vosges (14 octobre 1870-25 avril 1871), XXIX, p. 125 à 196, 3 pl. * L’armorial de Saint-Dié en 1697, XXX, p. 29 à 38
- Récit des évènements qui se passèrent à Saint-Dié les 1, 2 et 3 septembre 1793, XXXV, p. 216 à 227